# Sophus Nielsen
Sophus Erhard Nielsen (Kopenhagen, 15 maart 1888 — aldaar, 6 augustus 1963) was een Deens voetballer, die speelde als aanvaller voor onder meer de Deense club BK Frem. Hij was de eerste speler ter wereld die tien keer scoorde voor zijn land. Hij was in 1940 bondscoach van het Deens voetbalelftal, en had ook jarenlang zitting in de selectiecommissie van de nationale voetbalbond. Nielsen overleed op 75-jarige leeftijd.

## Interlandcarrière
Nielsen, bijgenaamd "Krølben", speelde in totaal twintig interlands voor de Deense nationale ploeg, waarmee hij in 1908 deelnam aan de Olympische Spelen in Londen. Daar won de selectie onder leiding van de Engelse bondscoach Charles Williams de zilveren medaille. In de finale, gespeeld op 24 oktober 1908 in het White City Stadium, bleek gastland Engeland met 2-0 te sterk. Twee dagen daarvoor had Nielsen tien keer gescoord in de wedstrijd tegen Frankrijk-A (17-1). Vier jaar later was Nielsen eveneens van de partij bij de Olympische Spelen in Stockholm, waar hij andermaal beslag legde op de tweede plaats met de Deense ploeg.